# Takydromus amurensis
Espèce
Synonymes
- Tachydromus amurensis Peters, 1881
- Takydromus kwangakuensis Doi, 1920
- Takydromus auroralis Doi, 1929

Takydromus amurensis est une espèce de sauriens de la famille des Lacertidae.

## Répartition
Cette espèce se rencontre dans les kraïs de Primorie et de Khabarovsk en Russie, en Corée, sur l'île Tsushima au Japon et dans le nord-est de la Chine.

## Étymologie
Son nom d'espèce, composé de amur et du suffixe latin -ensis, « qui vit dans, qui habite », lui a été donné en référence au lieu de sa découverte, l'Amour.

## Publication originale
- Peters, 1881 : Einige herpetologische Mittheilungen. 1. Uebersicht der zu den Familien der Typhlopes und Stenostomi gehörigen Gattungen oder Untergattungen. 2. Ueber eine neue Art von Tachydromus aus dem Amurlande. 3. Ueber die von Herrn Dr. finsch aus Polynesien gesandten Reptilien. Sitzungsberichte der Gesellschaft Naturforschender Freunde zu Berlin, vol. 1881, no 4, p. 69-72 (texte intégral).